# Tauxigny
Tauxigny és un municipi francès, situat al departament de l'Indre i Loira i a la regió de Centre – Vall del Loira. L'any 2007 tenia 1.220 habitants.

## Demografia

### Població
El 2007 la població de fet de Tauxigny era de 1.220 persones. Hi havia 440 famílies, de les quals 72 eren unipersonals (40 homes vivint sols i 32 dones vivint soles), 144 parelles sense fills, 188 parelles amb fills i 36 famílies monoparentals amb fills.
La població ha evolucionat segons el següent gràfic:
Habitants censats

### Habitatges
El 2007 hi havia 510 habitatges, 448 eren l'habitatge principal de la família, 38 eren segones residències i 24 estaven desocupats. 496 eren cases i 10 eren apartaments. Dels 448 habitatges principals, 382 estaven ocupats pels seus propietaris, 59 estaven llogats i ocupats pels llogaters i 7 estaven cedits a títol gratuït; 3 tenien una cambra, 24 en tenien dues, 54 en tenien tres, 110 en tenien quatre i 257 en tenien cinc o més. 337 habitatges disposaven pel capbaix d'una plaça de pàrquing. A 163 habitatges hi havia un automòbil i a 252 n'hi havia dos o més.

### Piràmide de població
La piràmide de població per edats i sexe el 2009 era:
| Homes | Edats   | Dones |
| ----- | ------- | ----- |
| 4     | 95 o +  | 0     |
| 4     | 90 a 94 | 8     |
| 4     | 85 a 89 | 4     |
| 12    | 80 a 84 | 12    |
| 12    | 75 a 79 | 12    |
| 20    | 70 a 74 | 28    |
| 20    | 65 a 69 | 32    |
| 44    | 60 a 64 | 28    |
| 8     | 55 a 59 | 24    |
| 28    | 50 a 54 | 16    |
| 32    | 45 a 49 | 64    |
| 44    | 40 a 44 | 36    |
| 56    | 35 a 39 | 56    |
| 36    | 30 a 34 | 36    |
| 24    | 25 a 29 | 28    |
| 16    | 20 a 24 | 20    |
| 40    | 15 a 19 | 52    |
| 48    | 10 a 14 | 60    |
| 48    | 5 a 9   | 32    |
| 36    | 0 a 4   | 32    |

## Economia
El 2007 la població en edat de treballar era de 760 persones, 576 eren actives i 184 eren inactives. De les 576 persones actives 549 estaven ocupades (297 homes i 252 dones) i 27 estaven aturades (14 homes i 13 dones). De les 184 persones inactives 60 estaven jubilades, 77 estaven estudiant i 47 estaven classificades com a «altres inactius».

### Ingressos
El 2009 a Tauxigny hi havia 456 unitats fiscals que integraven 1.208,5 persones, la mediana anual d'ingressos fiscals per persona era de 19.681 €.

### Activitats econòmiques
Dels 72 establiments que hi havia el 2007, 2 eren d'empreses extractives, 3 d'empreses alimentàries, 2 d'empreses de fabricació d'altres productes industrials, 16 d'empreses de construcció, 17 d'empreses de comerç i reparació d'automòbils, 4 d'empreses de transport, 4 d'empreses d'hostatgeria i restauració, 1 d'una empresa d'informació i comunicació, 4 d'empreses financeres, 3 d'empreses immobiliàries, 10 d'empreses de serveis, 4 d'entitats de l'administració pública i 2 d'empreses classificades com a «altres activitats de serveis».
Dels 22 establiments de servei als particulars que hi havia el 2009, 1 era una oficina de correu, 3 tallers de reparació d'automòbils i de material agrícola, 5 paletes, 3 fusteries, 3 lampisteries, 5 electricistes, 1 perruqueria i 1 restaurant.
Dels 5 establiments comercials que hi havia el 2009, 1 era una botiga de més de 120 m², 2 fleques i 2 carnisseries.
L'any 2000 a Tauxigny hi havia 45 explotacions agrícoles que ocupaven un total de 3.090 hectàrees.

## Equipaments sanitaris i escolars
El 2009 hi havia 1 escola maternal i 1 escola elemental integrada dins d'un grup escolar amb les comunes properes formant una escola dispersa.

## Poblacions més properes
El següent diagrama mostra les poblacions més properes.